# Eugryllacris sordida
Eugryllacris sordida är en insektsart som först beskrevs av Fritze 1908.  Eugryllacris sordida ingår i släktet Eugryllacris och familjen Gryllacrididae. Inga underarter finns listade i Catalogue of Life.